# 4102-es mellékút (Magyarország)

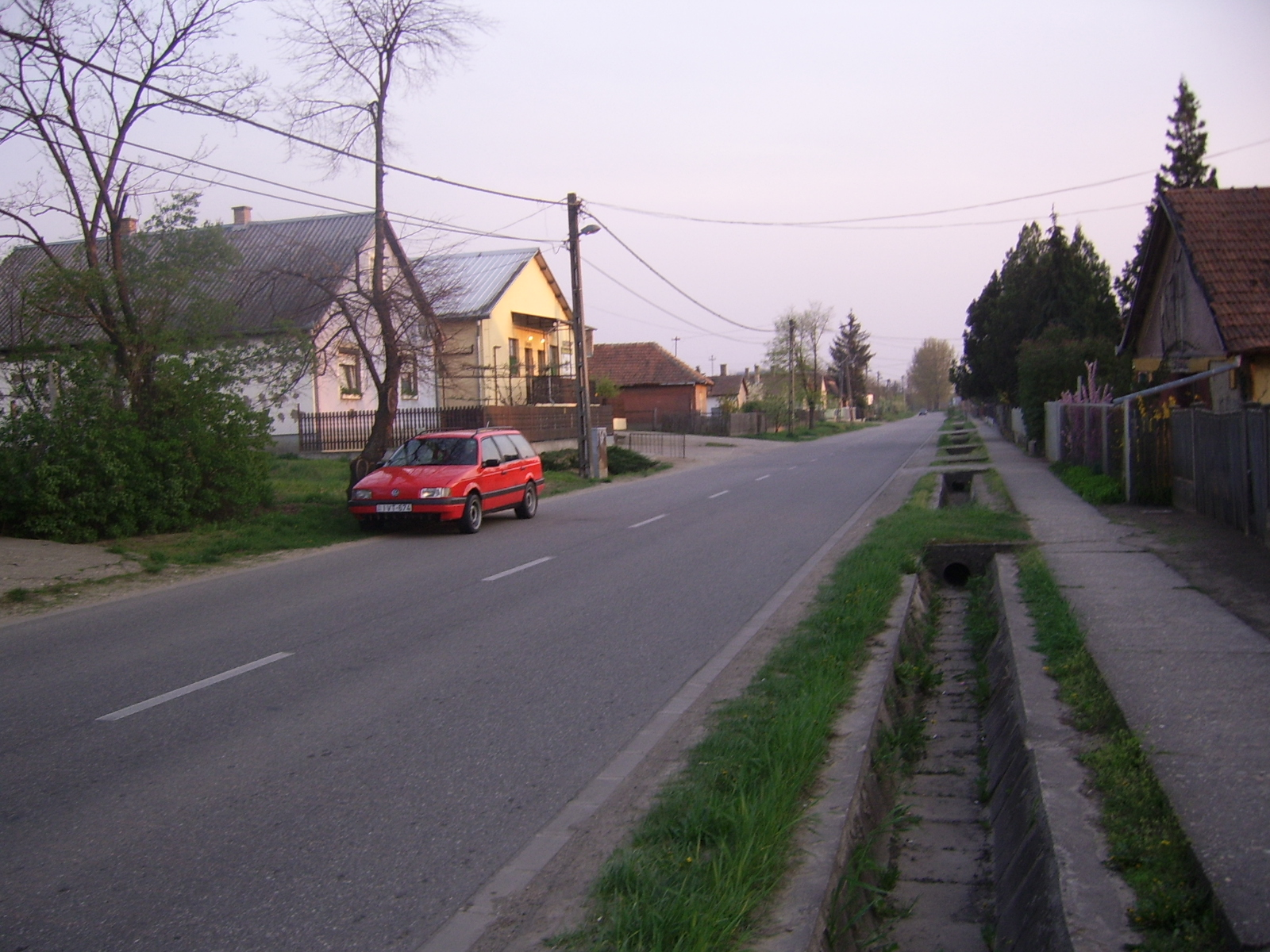
Az út egy része Balkányban (Adonyi út; a háttérben Nyíradony felé)

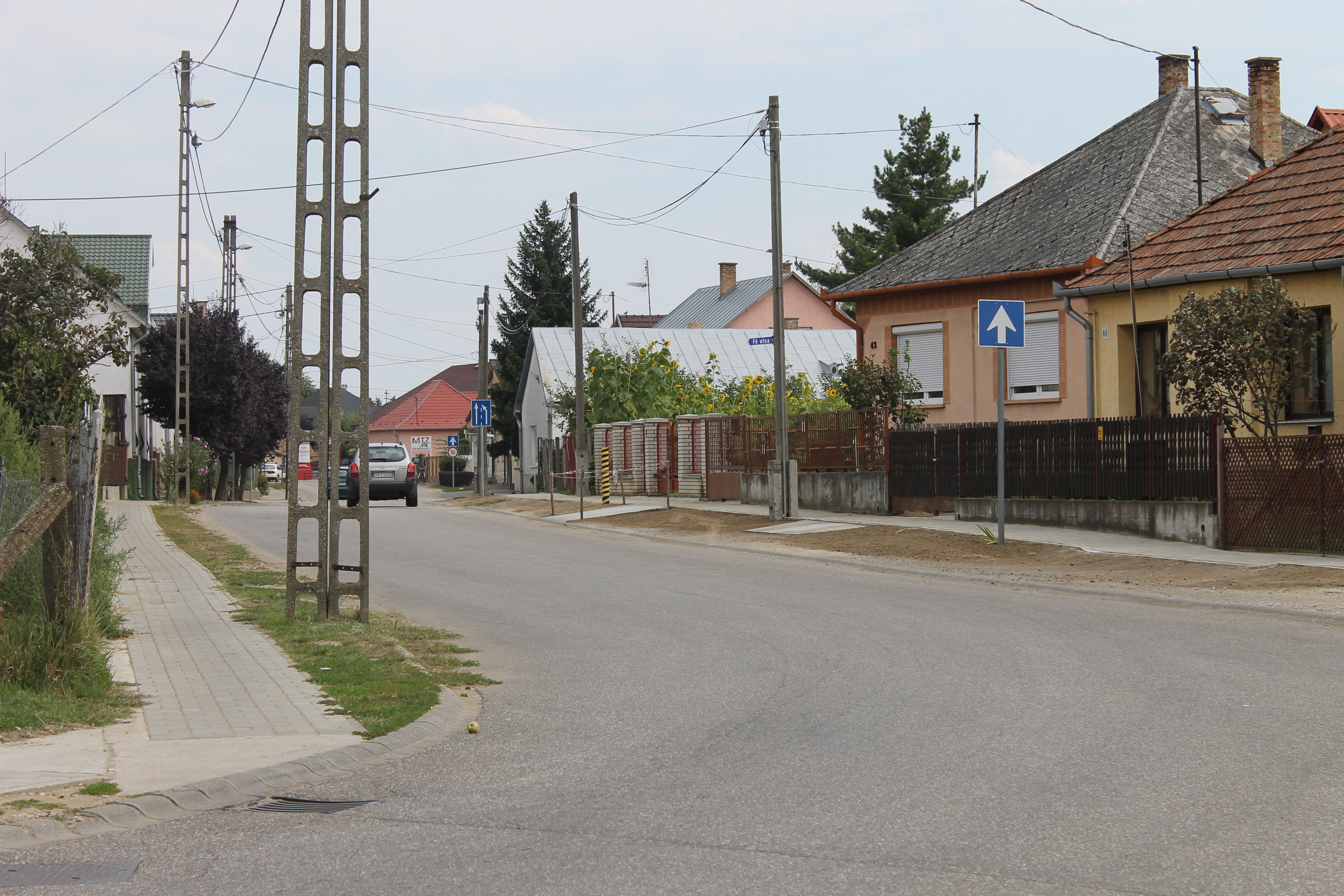
Az út egy része Balkányban (Fő utca; a háttérben Balkány belvárosa felé)

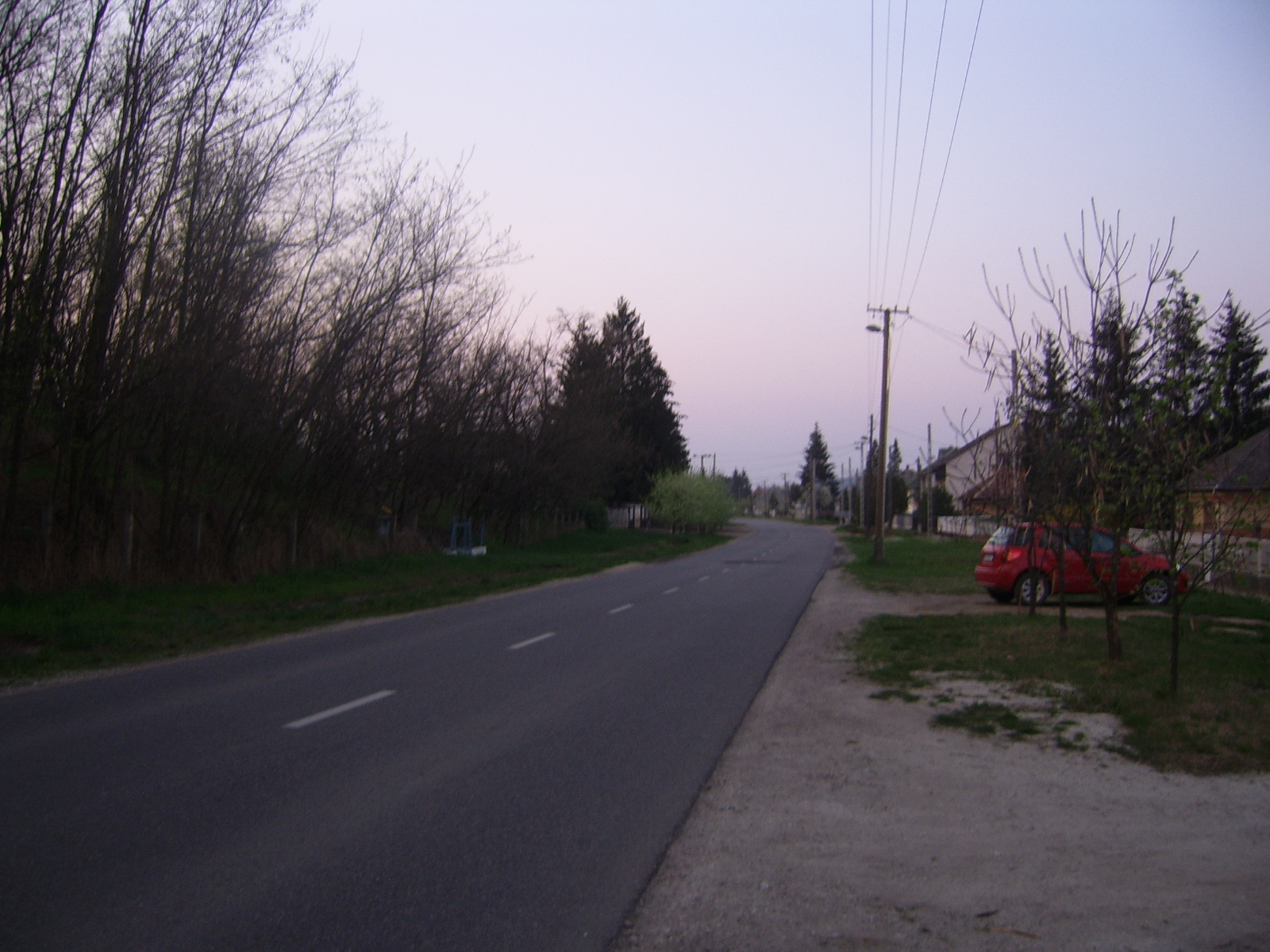
Az út egy része Balkányban (Kállói utca; a háttérben Nagykálló felé)

A 4102-es számú mellékút a Szabolcs-Szatmár-Bereg vármegyei Nyírtura és a Hajdú-Bihar vármegyei Nyíradony között húzódik, áthalad Sényő, Napkor, Nagykálló, Biri és Balkány településeken. A közel 42 kilométer hosszú, négy számjegyű, 2x1 sávos, a 4-es és a 471-es főút között kiépített összekötő út a Nyíregyházi járás, a Nagykállói járás és a Hajdúhadházi járás települései között teremt kapcsolatot. Kezelője a Magyar Közút Kht. Szabolcs-Szatmár-Bereg Vármegyei Igazgatósága.

## Nyomvonala
Nyírtura központjában ágazik ki a 4-es főútból, annak a 286+300-as kilométerszelvényénél, Táncsics Mihály utca néven, dél felé; ugyanott ér véget, az ellenkező irányból becsatlakozva a Kemecsétől odáig húzódó 3829-es út. Alig 200 méter után keletnek fordul, és rövidesen ki is lép a belterületről. Kevéssel az első kilométere előtt, Újmajori út néven keresztezi – egy körforgalmú csomóponttal – a 403-as főutat, annak majdnem pontosan a 14. kilométerénél, az 1+750-es kilométerszelvénye közelében pedig kilép Nyírtura határai közül.
Sényő területén folytatódik, a községet nagyjából a harmadik kilométerénél éri el, ahol a Kossuth Lajos utca nevet veszi fel. A belterületen több, közel derékszögű iránytörése is van, a települési nevét ennek ellenére – úgy tűnik – végig megtartja. Délnek húzódva lép ki a falu házai közül, 5,3 kilométer megtétele után; innentől egészen a végpontjáig többé-kevésbé ezt az irányt követi.
8,2 kilométer után lép át Napkor határai közé, e község északi szélét 9,3 kilométer után éri el, ahol a Sényői utca nevet veszi fel. Nem sokkal ezután egy körforgalmú csomóponttal keresztezi a 41-es főutat, annak majdnem pontosan a 12. kilométerénél, 10,4 kilométer után pedig a Nyíregyháza–Vásárosnamény-vasútvonal vágányait is átszeli, közvetlenül Napkor megállóhely térségének nyugati szélénél. A település központjában a Kossuth Lajos utca, a déli falurészben pedig a Kállói út nevet viseli, így lép ki a lakott területről, kevéssel a 13. kilométere előtt.
Nagykálló az út következő települése, melynek határát 14,8 kilométer után szeli át. Majdnem pontosan a 16. kilométerénél halad el Birketanya településrész déli széle mellett, majd felüljárón áthalad az M3-as autópálya felett, annak 236+400-as kilométerszelvénye közelében. 17,2 kilométer után éri el az út Harangod városrész lakott területét, ahol a Kossuth Lajos utca nevet veszi fel, így halad el a Harangodi-tó mellett is. A város központjában, a 19+650-es kilométerszelvénye táján keresztezi a 4911-es utat, annak a 13+350-es kilométerszelvénye közelében, majd néhány sarokkal arrébb beletorkollik nyugat felől a 4912-es út; a két kereszteződés közt a Szabadság tér nevet viseli. A 4912-es betorkollásától az út már a Nagybalkányi út nevet viseli, így keresztezi – a belterület déli szélén – a Nyíregyháza–Mátészalka–Zajta-vasútvonal vágányait. Kevéssel ezután, nyugat felől mellésimul a Nagykálló–Nyíradony-vasútvonal nyomvonala, egymás mellett szelik át a város déli határszélét is, 22,8 kilométer után.
Biri közigazgatási területén folytatódik, ahol a 24+250-es kilométerszelvénye táján éri el az első elágazását: ott a Táncsics telep nevű községrészbe vezető bekötőút ágazik ki belőle, nyugat felé. A belterület északi szélét 25,7 kilométer után éri el, a Fő utca nevet felvéve, majd a 26+650-es kilométerszelvényénél kiágazik belőle a 49 313-as számú mellékút a vasút Biri megállóhelyének kiszolgálására. 27,8 kilométer után éri el Biri belterületének déli szélét, és szinte ugyanott át is lép Balkány határai közé.
Balkányt Biritől 5 kilométerre éri el (Kállói utca, Kossuth Lajos tér, Fő utca, Kossuth Lajos utca, Rákóczi Ferenc utca és tér, Adonyi út). Az út Balkány település után négy kis tanyabokrot tár fel (Ordas telep, Kiskecskés, Nagykecskés, Szitás), illetve előtte Görénypusztát. A megyehatárt elhagyva, Nyíradonyban a Balkányi utca és a Vörösmarty Mihály utcán át éri el a Széchenyi István u. kereszteződését, majd a 471-es főútba torkollik, amelyen tovább lehet utazni Mátészalka illetve Debrecen irányába. (Mátészalka neve szerepel zárójelben a 4-es főúton azon a jelzőtáblán, ahol le lehet fordulni erre az útra.)
Teljes hossza, az országos közutak térképes nyilvántartását szolgáló kira.kozut.hu adatbázisa szerint 41,734 kilométer.

## Története
Az 50-es években aszfaltréteggel borították az egykori földutat. Az út jelenlegi állapota sima, jól autózható. A Biritől délebbre fekvő szakaszt 2006-ban teljesen felújították. Biritől Nyírturáig tartó szakasz felújítása 2010 tavaszán fejeződött be, ezzel a teljes útszakasz új burkolatot nyert. A Nagykállót délről elkerülő út építésének ideje jelenleg nem ismert.
Ezzel az úttal párhuzamosan kerékpárút is épült, ebből már a Napkor és Nagykálló közötti, valamint a Nagykálló és Balkány közötti szakasz elkészült.
Egy 1,494 kilométeres szakaszát (a 13+237 és a 14+731 kilométerszelvények között) 2019. második felében újították fel, a Magyar Falu Program útjavítási pályázatának I. ütemében, Napkor területén.